# Coleophora inusitatella
Coleophora inusitatella is een vlinder uit de familie kokermotten (Coleophoridae). De wetenschappelijke naam is voor het eerst geldig gepubliceerd in 1920 door Caradja.
De soort komt voor in Europa.